# Vagas para Moças de Fino Trato
Vagas para Moças de Fino Trato é um filme de comédia dramática brasileiro de 1993, dirigido por Paulo Thiago e escrito por Alcione Araújo baseado em peça homônima de sua autoria. É estrelado por Norma Bengell, Lucélia Santos e Maria Zilda Bethlem, que interpretam um trio de mulheres que compartilham o mesmo apartamento onde partilham suas dores e conflitos. O elenco secundário é composto por Paulo César Peréio, Marcos Frota, Paulo Gorgulho e Luís Tadeu Teixeira.

## Sinopse
Em Vitória, Gertrudes (Norma Bengell) é uma professora de piano que que aluga vagas em seu apartamento para duas mulheres bem diferentes, Madalena (Maria Zilda Bethlem) e Lúcia (Lucélia Santos). A primeira é uma jovem realista que vive a vida para se divertir com seus amantes, enquanto que a segunda é uma jovem idealista e sonhadora, que vive à espera de encontrar um príncipe encantado.
Gertrudes diverte-se arrumando a geladeira, tenta espantar a solidão do cotidiano. Madalena é uma mulher sensual, enfermeira durante o dia, diverte-se a noite com seus vários amantes. Lúcia, entre uma mentira e outra, se perde entre a fantasia e realidade de encontrar um príncipe encantado. Juntas, essas três mulheres de origens e almas diferentes debatem-se, divertem-se, brigam e se amam em uma história que mistura sensualidade e fantasia.

## Elenco
- Norma Bengell como Gertrudes
- Maria Zilda Bethlem como Madalena
- Lucélia Santos como Lúcia
- Marcos Frota como Alfredo
- Paulo César Peréio
- Paulo Gorgulho
- Luís Tadeu Teixeira
- Alvarito Mendes Filho
- José Loureiro

## Lançamento
Vagas para Moças de Fino Trato percorreu inúmeros festivais de cinema nacionais e internacionais. No Brasil, o filme foi apresentado na edição de 1993 do Festival de Cinema de Brasília, no Distrito Federal. Em outubro de 1993, o filme estreou nos Estados Unidos durante o Festival Internacional de Cinema de Chicago. O filme ainda teve apresentações nos Festivais Internacionais de Londres, Huelva, Trieste, Washington, Los Angeles e Havana.
Em 25 de março de 1994, o filme foi lançado comercialmente nos EUA com sessões em Nova York.[carece de fontes?]

## Recepção

### Resposta da crítica
Vagas para Moças de Fino Trato recebeu respostas positivas dos críticos de cinema, sobretudo da crítica internacional, onde teve maior repercussão no ano de 1993. Escrevendo para o The New York Times, Stephen Holden disse que "Vagas para Moças de Fino Trato  oferece uma comovente metáfora sobre uma sociedade caótica, que procura ter uma unidade nacional". O New York Post concedeu ao filme uma medalha de honra ao mérito e considerou o diretor Paulo Thiago um potencial "Pedro Almodóvar brasileiro". No artigo, o crítico cita que o filme "jorra puro prazer cinematográfico" e que o diretor é "uma força maior no cinema brasileiro".

## Prêmios e indicações
No 26° Festival de Brasília (1993), o filme recebeu o Troféu Candango nas categorias de Melhor Atriz, o qual foi entregue em conjunto para as três atrizes protagonistas: Lucélia Santos, Maria Zilda Bethlem e Norma Bengell; e, Melhor Cenografia para Clóvis Bueno.
| Ano  | Associações                                 | Categoria                    | Recipiente(s)                  | Resultado | Ref.  |
| ---- | ------------------------------------------- | ---------------------------- | ------------------------------ | --------- | ----- |
| 1993 | Festival de Cinema de Brasília              | Melhor Filme                 | Vagas para Moças de Fino Trato | Indicado  | [ 1 ] |
| 1993 | Festival de Cinema de Brasília              | Melhor Atriz                 | Lucélia Santos                 | Venceu    | [ 1 ] |
| 1993 | Festival de Cinema de Brasília              | Melhor Atriz                 | Maria Zilda Bethlem            | Venceu    | [ 1 ] |
| 1993 | Festival de Cinema de Brasília              | Melhor Atriz                 | Norma Bengell                  | Venceu    | [ 1 ] |
| 1993 | Festival de Cinema de Brasília              | Melhor Direção de Fotografia | Clóvis Bueno                   | Venceu    | [ 1 ] |
| 1993 | Festival Internacional de Cinema de Chicago | Melhor Filme                 | Vagas para Moças de Fino Trato | Indicado  |       |